# Heavy Metal Breakdown
Heavy Metal Breakdown – pierwszy album studyjny nagrany przez niemiecki zespół heavymetalowy Grave Digger i wydany przez Noise Records w 1984 roku.

## Lista utworów
1. Headbanging Man – 3:37
2. Heavy Metal Breakdown – 3:42
3. Back from the War – 5:35
4. Yesterday – 5:07
5. We Wanna Rock You – 4:17
6. Legion of the Lost – 4:54
7. Tyrant – 3:18
8. 2000 Lightyears from Home – 2:54
9. Heart Attack – 3:17

Japońska reedycja zawiera dodatkowo płytę Rare Tracks z utworami:
1. Violence (z Rock from Hell)
2. Shoot Her Down (z Shoot Her Down 12")
3. We Wanna Rock You (Single Version) (z Shoot Her Down 12")
4. Storming the Brain (z Shoot Her Down 12")
5. Shine On (z Metal Attack Vol. 1)
6. Tears of Blood (z Metal Attack Vol. 1)
7. Don't Kill the Children (z The Best of the Eighties)
8. Girls of Rock'N'Roll (z The Best of the Eighties)
9. Stronger Than Ever (z Stronger Than Ever)
10. I Don't Need Your Love (z Stronger Than Ever)

## Twórcy
- Chris Boltendahl – śpiew
- Peter Masson – gitara
- Willi Lackman – gitara basowa
- Albert Eckardt – perkusja